# Elijah Olaniyi
Elijah Olaniyi (Nueva York, 11 de enero de 1999-27 de febrero de 2025) fue un baloncestista estadounidense que jugaba en las posiciones de escolta y alero.

## Carrera

### Universitario
| Temporada | Equipo      | Partidos | Titular | MPG  | FG%  | 3P%  | FT%  | RPG | APG | SPG | BPG | PPG  |
| --------- | ----------- | -------- | ------- | ---- | ---- | ---- | ---- | --- | --- | --- | --- | ---- |
| 2017–18   | Stony Brook | 32       | 8       | 22.3 | .455 | .313 | .534 | 3.8 | 0.7 | 1.0 | 0.1 | 7.8  |
| 2018–19   | Stony Brook | 31       | 30      | 31.1 | .425 | .319 | .705 | 5.9 | 1.7 | 0.8 | 0.4 | 12.3 |
| 2019–20   | Stony Brook | 28       | 26      | 32.6 | .435 | .361 | .709 | 6.5 | 2.1 | 1.6 | 0.3 | 18.0 |
| 2020–21   | Miami       | 21       | 18      | 32.6 | .421 | .263 | .709 | 5.1 | 0.9 | 0.9 | 0.4 | 10.5 |
| 2021–22   | Stony Brook | 7        | 4       | 25.1 | .434 | .125 | .737 | 3.7 | 0.9 | 1.1 | 0.6 | 8.9  |
| Carrera   | Carrera     | 119      | 86      | 29.0 | .434 | .314 | .684 | 5.2 | 1.3 | 1.1 | 0.3 | 11.9 |

### Profesional
| Periodo   | Club             |
| --------- | ---------------- |
| 2022-2023 | Sparta Bertrange |

## Vida personal
Fue el primer miembro de su familia en nacer en Estados Unidos luego de que sus padres emigraran desde Nigeria. Olaniyi mencionó a Kobe Bryant y a Jimmy Butler como los más influyentes en su carrera en el baloncesto. En julio de 2017 su madre Ruth murió dos días después de que Olaniyi ingresara a la universidad.

## Enfermedad y fallecimiento
El 7 de diciembre de 2023 anunció en su cuenta de Instagram que se retiraba del baloncesto profesional a causa de un inesperado problema de salud. En una entrevista con el medio The Statesman, Olaniyi reveló que fue diagnosticado con cáncer cerebral en 2021 y en diciembre de 2023 fue operado en tres ocasiones para remover el 95% del tumor.
En febrero de 2024 anunció que había superado el cáncer, pero recayó a finales de ese año y fue internado nuevamente.Falleció a causa de la enfermedad el 27 de febrero de 2025 a los 26 años.

## Logros
- Primer equipo All-America East en 2020.
- Tercer equipo All-America East en 2019.
- Novato del año de la Conferencia America East en 2018.
- Equipo de novatos de la Conferencia America East en 2018.